# Cellaria veleronis
Cellaria veleronis är en mossdjursart som beskrevs av Osburn 1950. Cellaria veleronis ingår i släktet Cellaria och familjen Cellariidae. Inga underarter finns listade i Catalogue of Life.